# Đầu lâu

"All is Vanity" (Thế sự hư không) của C. Allan Gilbert, 1873-1929

Đầu lâu là cách gọi mang tính phúng dụ để chỉ sọ người, thường gắn với sự chết chóc.
Con người thường có thể nhận ra các mảnh sọ người bị vùi lấp chỉ lộ ra một phần ngay cả khi các xương khác có thể trông hoàn toàn giống như các mảnh đá vỡ. Bộ não con người có một khu vực đặc biệt để nhận ra khuôn mặt và nó nhạy cảm tới mức có thể nhận ra khuôn mặt người trong một số biểu tượng đồ họa, như biểu tượng khuôn mặt cười (Smiley), hay các chuỗi ký tự nhìn ngang trông giống như các sắc thái biểu cảm của khuôn mặt; não người không thể tách bạch hình ảnh của sọ người ra khỏi khuôn mặt người rất thân thuộc. Do điều này, sự chết chóc thường được gắn với biểu tượng đầu lâu.
Ngoài ra, sọ người với các hốc mắt to thể hiện một cấp độ kéo dài nhi tính (neoteny), điều này thường tạo ra sự lôi cuốn thị giác cao hơn so với các xương khác trong bộ xương người, và có thể gây ra sự mê hoặc ngay cả khi chúng gây ra sự khó chịu. Các cộng đồng người từ xưa tới nay nói chung thường gắn sọ người với sự chết chóc hay những điều ma quái. Tuy nhiên, đối với một số cộng đồng cổ đại thì người ta lại tin rằng nó có mối liên tưởng ngược lại, trong đó các cổ vật như các đầu lâu thủy tinh bằng thạch anh hay đá thủy tinh của một số nền văn minh Trung Mỹ tiền Columbus lại thể hiện "sự sống": chúng là sự vinh danh con người bằng xương bằng thịt và là hiện thân của ý thức.